# Francis Dvornik
Francis Dvornik (în cehă František Dvorník; n. 14 august 1893, Chomýž⁠(d), Moravia de Sud⁠(d), Cehia – d. 4 noiembrie 1975, Chomýž⁠(d), Republica Socialistă Cehă, Cehoslovacia) a fost un preot și savant ceh, unul dintre principalii specialiști ai secolului al XX-lea în istoria slavilor și cea a Bizanțului, cu preocupări și în privința relațiilor dintre bisericile romano-catolică și ortodoxă.
Fr. Dvornik a predat la Universitatea Carolină din Praga, la Collège de France și la Universitatea Harvard.

### Opere
- Les Slaves, Byzance et Rome au IXe siècle, Paris, Champion, 1926 (retipărită în 1970).
- La Vie de saint Grégoire le Décapolite et les Slaves macédoniens au IXe siècle, Paris, Champion, 1926.
- Zivot Svatého Václava k tisícímu výrocí jeho mucednické smrti, Praga, 1929 (tradusă în franceză și engleză).
- Les Légendes de Constantin et de Méthode: vues de Byzance, Praga, Commissionnaire "Orbis", 1933.
- The Photian Schism: History and Legend, Cambridge University Press, 1948.
- The Making of Central and Eastern Europe, London, Polish Research Centre, 1949.
- The Idea of Apostolicity in Byzantium and the Legend of the Apostle Andrew, Cambridge, Mass., Harvard University Press, 1958.
- The Slavs: Their Early History and Civilization, Boston, American Academy of Arts and Sciences, 1956.
- The Ecumenical Councils, New York, Hawthorn Books, 1961.
- The Slavs in European History and Civilization, New Brunswick, N.J., Rutgers University Press, 1962.
- Byzance et la primauté romaine, Paris, Éditions du Cerf, 1964.
- Early Christian and Byzantine Political Philosophy,  Washington: Dumbarton Oaks Center for Byzantine Studies, 1966. (2 volume)
- Les Slaves: histoire et civilisation: de l'Antiquité aux débuts de l'époque contemporaine, Paris: Seuil, 1970.
- Byzantine Missions among the Slavs, New Brunswick, N.J., Rutgers University Press, 1970.
- Photian and Byzantine Ecclesiastical Studies, London, Variorum Reprints, 1974.
- Origins of Intelligence Services: The Ancient Near East, Persia, Greece, Rome, Byzantium, the Arab Muslim Empires, the Mongol Empire, China, Muscovy, New Brunswick, N.J., Rutgers University Press, [1974].